# West Union (Iowa)
West Union es una ciudad ubicada en el condado de Fayette en el estado estadounidense de Iowa. En el Censo de 2010 tenía una población de 2486 habitantes y una densidad poblacional de 345,77 personas por km².

## Geografía
West Union se encuentra ubicada en las coordenadas 42°57′32″N 91°48′48″O / 42.95889, -91.81333. Según la Oficina del Censo de los Estados Unidos, West Union tiene una superficie total de 7.19 km², de la cual 7.19 km² corresponden a tierra firme y (0%) 0 km² es agua.

## Demografía
Según el censo de 2010, había 2486 personas residiendo en West Union. La densidad de población era de 345,77 hab./km². De los 2486 habitantes, West Union estaba compuesto por el 96.38 % blancos, el 1.09 % eran afroamericanos, el 0.2 % eran amerindios, el 0.8 % eran asiáticos, el 0.32 % eran isleños del Pacífico, el 0.64% eran de otras razas y el 0.56 % pertenecían a dos o más razas. Del total de la población el 2.01 % eran hispanos o latinos de cualquier raza.